# بيلي ماثيوز
بيلي ماثيوز (بالإنجليزية: Billy Matthews)‏ (16 أبريل 1897 - 18 ديسمبر 1987) هو مدرب كرة قدم ولاعب كرة قدم بريطاني (وحمل سابقاً جنسية المملكة المتحدة لبريطانيا العظمى وأيرلندا) في مركز الدفاع. لعب مع نادي بريستول سيتي ونادي ريكسهام ونادي ليفربول ونادي تشستر سيتي ونادي أوزورتي تاون ‏ ونادي ويتون ألبيون ونادي بارو وColwyn Bay F.C. ‏ ونادي برادفورد بارك أفنيو.